# ماري أرنولد
ماري أرنولد (بالإنجليزية: Mary Arnold)‏ مواليد 26 أكتوبر 1916 - الوفاة 29 يناير 1975 ، كانت لاعبة كرة مضرب أمريكية. امتدت مسيرتها في الرياضة خلال الثلاثينات، الأربعينات والخمسينات الميلادية. تلقت تعليمها في كلية مدينة لوس أنجليس.

## النهائيات

### الزوجي
الوصافة (2)
| السنة | البطولة           | الشريك              | المنافس في النهائي              | النتيجة في النهائي |
| 1946  | البطولة الأمريكية | باتريشيا كانينغ تود | لويز بروف مارجريت أوزبورن دوبون | 1–6, 3–6           |
| 1948  | البطولة الفرنسية  | شيرلي فراي ايرفين   | باتريشيا كانينغ تود دوريس هارت  | 4–6, 2–6           |